# Пилкохвоста котяча акула каліфорнійська
Пилкохвоста котяча акула каліфорнійська (Galeus piperatus) — акула з роду Пилкохвоста котяча акула родини Котячі акули. Інша назва «перцева пилкохвоста котяча акула».

## Опис
Загальна довжина досягає 37 см. Голова помірно довга. Ніс загострений. Очі великі, мигдалеподібні, з мигальною перетинкою. Зіниці щілиноподібні. Щічні горбики майже не виражені. За очима розташовані невеличкі бризкальця. Ніздрі з трикутними носовими клапанами. Губні борозни довгі та глибокі. Рот широкий, зігнутий. Зуби дрібні, з багатьма верхівками, з яких центральна є високою, 2-6 бокових — маленькі. У неї 5 пар коротких зябрових щілин. Тулуб стрункий, подовжений. Грудні плавці великі, округлі. Має 2 спинних плавців однакового розміру. Вони розташовані у хвостовій частині. Черевні короткі та низькі. Анальний плавець широкий, довжина їх основи сягає 11-13% довжини усього тіла. Хвостовий плавець вузький, гетероцеркальний. Хвостове стебло стиснуто з боків. У передній частині верхньої лопаті хвостового плавця присутні зубчастий гребінь, утворений великою шкіряною лускою.
Забарвлення сіро-коричневе, перцеве. На спині присутні присутні невеличкі контрастні темні цятки. Уздовж спини розташовані темно-коричневі сідлоподібні плями зі світлою облямівкою. З віком ці плями стають все більш розмитими й майже не помітні. Задня крайка хвостового плавця світла. Ротова порожнина темна, майже чорна.

## Спосіб життя
Тримається на глибинах від 130 до 1326 м, зазвичай на глибині 200–400 м. У нічний час підіймається до поверхні. Здійснюють сезонні міграції (за площею та глибинами). Полює біля дна, є бентофагом. Живиться дрібними ракоподібними, головоногими молюсками, дрібною костистою рибою.
Статева зрілість у самців настає при розмірах 28-29 см, самиці — 26-30 см. Це яйцекладна акула. Самиця відкладає 10 й більше яєць завдовжки 3,5 см. Яйця в твердих капсулах оливково-зеленого кольору. Народжені акуленята досягають 7-8 см завдовжки.

## Розповсюдження
Мешкає у північній частині Каліфорнійської затоки.